# Žacléř
Žacléř (německy Schatzlar, dříve Bornflos nebo Bernstadt/Bärnstadt) je město v okrese Trutnov v Královéhradeckém kraji. Je sídlem mikroregionu Žacléřsko. Leží v podhůří Krkonoš, v nadmořské výšce kolem 600 metrů pod Žacléřským hřbetem. Ve městě, včetně částí Bobr a Prkenný Důl, žije přibližně 3 100 obyvatel. Ve městě pramení řeka Bobr a Lesní potok. Každý tok patří k jinému úmoří.

## Historie

### Středověk

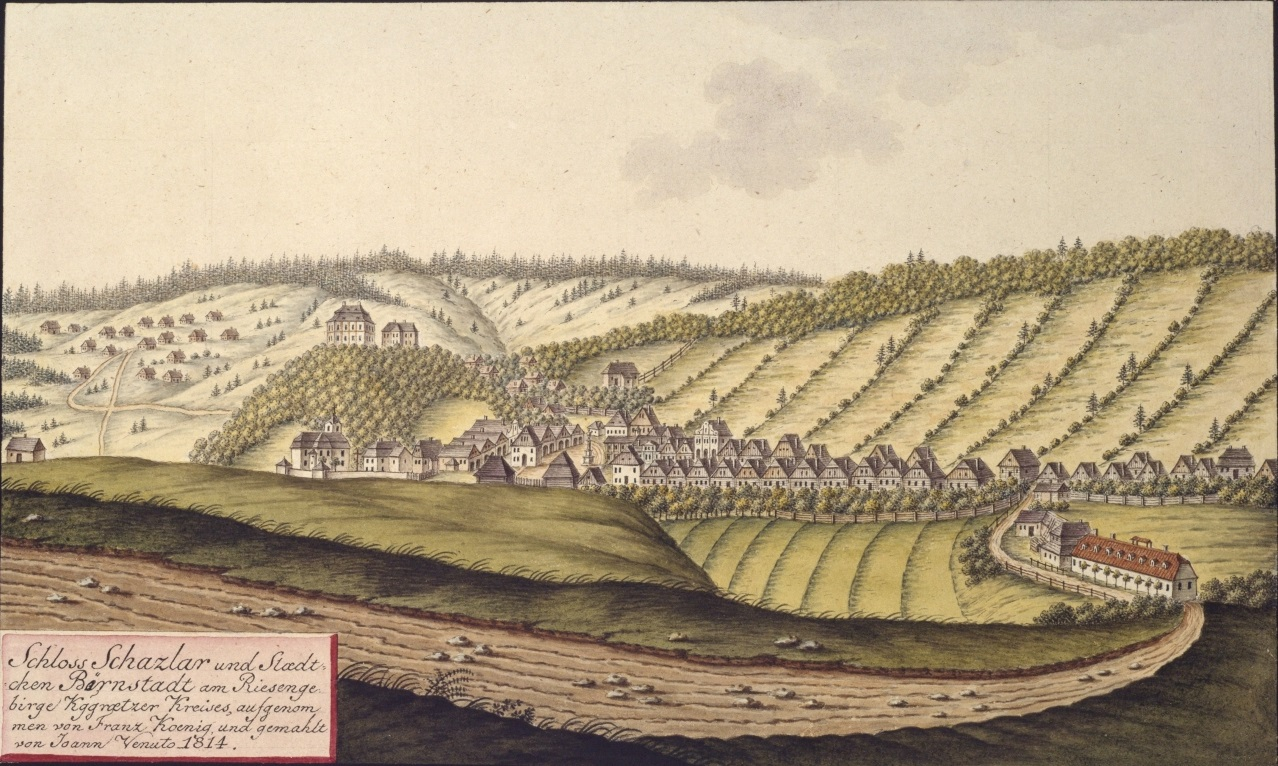
Pohled na zámek Žacléř a městečko, kresba Johanna Venuta, 1814

Na výběžku Žacléřského hřbetu byl pravděpodobně ve 13. století postaven zeměpanský hrad Scheczler (německy Schatzlar), jehož první písemná zmínka pochází z roku 1334, kdy byl českým králem Janem Lucemburským zastaven Bertoldovi z Lipé. Hrad měl pravděpodobně sloužit k ochraně obchodní stezky vedoucí z Prahy přes Hradec Králové do slezské Vratislavi. Od roku 1346 byl hrad lénem kladského purkrabího Albrechta z Křenovic. Pod hradem byla vybudována osada Bornfloss, která je poprvé zmíněna v roce 1352 a která byla po povýšení na město přejmenována na Bernstadt. Roku 1360 se zde uvádí farní kostel. V roce 1365 císař Karel IV. převedl Žacléř spolu s trutnovským lénem a městem Dvůr Králové na svídnicko-javorského knížete Boleslava II. a jeho manželku Anežku. Po Boleslavově smrti v roce 1368 připadl Žacléř spolu se Svídnickým knížectvím zpět české koruně, přičemž Anežka vykonávala vrchnostenská práva až do své smrti v roce 1392. Purkrabím byl v roce 1368 Hans von Seidlitz, kterého po roce vystřídal kněžnin lovčí Hinko von Seidlitz.
Za husitských válek sloužil žacléřský hrad Slezanům jako základna při boji proti husitům. Hrad byl obléhán, a podhradí bylo vypáleno. Od roku 1436 byl hrad často zastavován, mj. v roce 1440 Hanušovi z Varnsdorfu, který z hradu opakovaně podnikal ozbrojené nájezdy na slezská města. Třebaže se Slezanům podařilo získat a zničit některé hrady, byl žacléřský hrad ušetřen. S podmínkou, že do hradu budou moci kdykoliv vstoupit, pronajali Slezané hrad Žacléř v roce 1447 bratřím Hanušovi, Kunešovi a Oldřichovi Liebenthalerům, které následovali Jiří a Kryštof Cedvicové. Ti žacléřské panství prodali zemskému správci Jiřímu z Poděbrad. V roce 1454 Jiří Žacléř opět udělil jako dědičné léno královskému hejtmanovi na Trutnově Hanušovi z Varnsdorfu, který jej připojil k trutnovskému panství. Hanuš předal v roce 1471 Žacléř a v roce 1472 Trutnov svému zeti Fridrichovi ze Šumburka, zemskému hejtmanovi královéhradeckého kraje. Jeho majetek zdědilo společně jeho pět synů. V roce 1511 Žacléř vlastnili bratři Heřman a Karel. V roce 1521 Heřman Karla ze spoluvlastnictví vypudil. Kvůli zadlužení musel v témže roce žacléřský hrad postoupit bratrům Janu a Vilému Krušinovi z Lichtenburka, nadále si však zachoval právo pobytu na hradě. Poté, co byl obviněn ze znehodnocování půdy, byl hrad v roce 1523 vypálen trestnou výpravou pod vedením nejvyššího hejtmana Království českého, Karla z Minsterberka. Heřman uprchl do Lužice.

### Novověk
Hrad nebyl obnovován. Byl zastaven Jindřichovi Berkovi z Dubé. Z důvodu majetkových sporů se král Ferdinand I. v roce 1532 nastěhoval na trutnovské a žacléřské panství. V roce 1534 přepsal hrad a panství na hraběte Jana z Hardeka, jako zálohu za Kladské hrabství, které Hardek dříve postoupil Koruně české. Hardek se panství vzdal ještě v témže roce ve prospěch horního hejtmana Kryštofa z Gendorfu, kterému od roku 1533 patřilo také vrchlabské panství. V roce 1551 převedl panství na svých šest dcer, které však majetek ve skutečnosti zdědily teprve po Gendorfově smrti v roce 1563. V roce 1555 začala na místě rozbořeného hradu výstavba renesančního zámku. V roce 1570 bylo na Žacléřsku objeveno černé uhlí a započala jeho těžba. Po sporech mezi úřady a poddanými císař Rudolf II. v roce 1590 žacléřské panství rozpustil a v roce 1599 ho prodal Gendorfovu zeti, Heřmanu Četrycovi z Karyše.
Na začátku třicetileté války žacléřské panství patřilo Heřmanu Cetrycovi z Karyše mladšímu, synovi stejnojmenného otce. V červnu 1622 panství od Cetryce za 1400 dukátů koupila Marie Magdaléna Trčková z Lípy, rozená Popelová z Lobkovic, manželka Jana Rudolfa Trčky z Lípy. Panství se skládalo ze zámku Žacléře, pivovaru, panského domu, městečka Bernštat (Žacléře), vsí Prkenný Důl, Bobr a Černá Voda. V témže roce k nim Marie Magdaléna připojila vesnice Lampertice, Bernartice, Královec a Bečkov, odkoupené od Křešovského kláštera. V únoru 1628 v protestantském Žacléři přenocoval Jan Amos Komenský při své cestě do Lešna. Byla to jeho poslední zastávka v Čechách, než je na česko-sezské hranici u Černé Vody navždy opustil. Po smrti Marie Magdalény v lednu 1633 přešlo panství na Jana Rudolfa Trčku z Lípy a jejich syna Adama Erdmana Trčku z Lípy. Po zavraždění Adama Erdmana v únoru 1634 následoval soudní proces, v němž všechen jeho majetek a posléze i majetek jeho otce propadl státu.
V březnu 1635 císař Ferdinand II. poprvé žacléřské panství spolu s žirečským panstvím přislíbil jezuitskému noviciátu při kostelu sv. Anny ve Vídni. Po konfiskaci panství ho dočasně spravoval Linhart Korka Cholovský z Korkyně a od září 1636 se již na panství objevují vídeňští jezuité. Prvním superiorem žirečské rezidence, a tedy představitelem vrchnosti pro Žacléř, byl P. Balthasar Bonningen. Roku 1642 získal Žacléř právo konat tři výroční a dva týdenní trhy, aby se mohl vzchopit ze zničení Švédy v roce 1639. Tím se stal plnohodnotným poddanským městem. Roku 1647 byl pro žacléřské panství vytvořen nový urbář. Převod panství na jezuity byl dokončen až v únoru 1652, za vlády Ferdinanda III., kdy byl zapsán do zemských desk. Pod vládou jezuitů bylo téměř výhradně luteránské obyvatelstvo postupně rekatolizováno. V počátcích se rekatolizace setkávala se silným odporem, který v roce 1651 přerostl v otevřené povstání vedené žacléřským purkmistrem Michaelem Finckem.

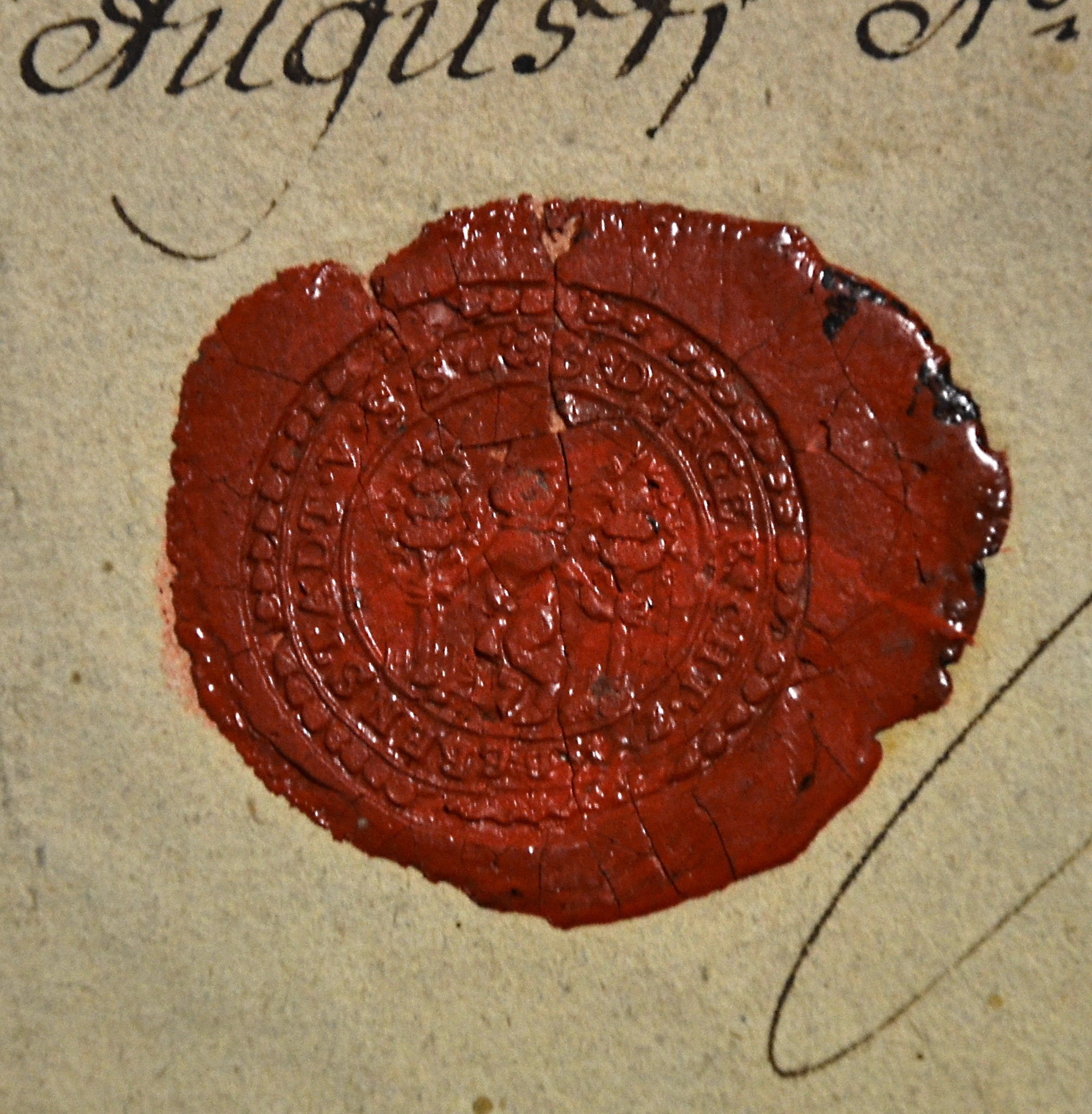
Žacléřská městská pečeť, otisk z roku 1768

Roku 1732 byl významně přestavěn a rozšířen zdejší kostel. Během slezských válek, tedy válek o rakouské dědictví (1740–1748) a sedmileté války (1756–1763), městem mnohokrát prošla pruská i rakouská vojska. Jejich průchody a rabováním město značně utrpělo. V roce 1766 město poprvé navštívil císař Josef II. Po zrušení Jezuitského řádu v roce 1773 bylo panství přiděleno náboženskému fondu, a tedy se opět stalo státním majetkem. Během války o bavorské dědictví městem opět procházela pruská vojska. Po jejím skončení v roce 1779 do města znovu zavítal Josef II.
V roce 1838 bylo panství a zámek prodáno rytíři Karlu Pulpánovi z Feldštejna. Po zrušení dědičných panství je Žacléř od roku 1850 okresním městem vlastního soudního okresu patřícího do trutnovského politického okresu. Během prusko-rakouské války v roce 1866 přes Žacléř k Trutnovu pochodovaly jednotky pruského 1. sboru 2. armády. V roce 1879 byla založena porcelánka. V roce 1889 byla v Žacléři vybudována kanalizace. Na náměstí byla na místě bývalé radnice postavena nová budova okresního soudu čp. 10 (dnes sídlo pošty a muzea). V druhé polovině 20. století bylo v severní části města vystavěno sídliště Boženy Němcové.
Žacléř se nachází v oblasti Sudet, které byly už od středověku hustě osídleny sudetskými Němci. V letech 1938 až 1945 bylo město přičleněno (v důsledku uzavření Mnichovské dohody) k nacistickému Německu. Po skončení druhé světové války v roce 1945 bylo ze Žacléře odsunuto do Německa mnoho německých rodin, některé okolní obce zcela zanikly nebo byly později přidruženy k městu Žacléř jako osady. Ve sčítání lidu 2001 se k české národnosti přihlásilo přes 83 % obyvatel, k německé přes 10 % obyvatel a zbylé, podle deklarované národnosti, početněji zastoupené skupiny jsou Slováci a Poláci. Dodnes se každoročně pořádají posezení německých starousedlíků a jejich potomků.
Historické jádro města je od roku 2003 městskou památkovou zónou.

## Obyvatelstvo
V roce 1834 měl Žacléř 1074 obyvatel. V roce 1900 zde žilo 117 obyvatel českých, 2613 německých a 201 jiné národnosti, tedy celkem 2931 obyvatel. Do roku 1990 počet obyvatel prudce klesal i přesto, že přímo v Žacléři byla k dispozici řada pracovních příležitostí. Ale nové byty se už nestavěly a spousta horníků dala přednost bydlení v okresním městě a nechat se do práce svážet hornickými autobusy. Možná právě proto zůstal počet obyvatel poměrně stabilní i po roce 1990, kdy byly v Žacléři doly, věznice a další továrny zrušeny. Většina obyvatel proto musí dojíždět za prací do nedalekého Trutnova, ovšem dosti krkolomným způsobem přes horský průsmyk v Babí.
| Rok            | 1869  | 1880  | 1890  | 1900  | 1910  | 1921  | 1930  | 1950  | 1961  | 1970  | 1980  | 1991  | 2001  | 2011  | 2021  |
| -------------- | ----- | ----- | ----- | ----- | ----- | ----- | ----- | ----- | ----- | ----- | ----- | ----- | ----- | ----- | ----- |
| Počet obyvatel | 2 724 | 3 265 | 2 889 | 3 774 | 4 191 | 4 136 | 4 130 | 3 275 | 4 262 | 4 286 | 4 064 | 3 522 | 3 400 | 3 400 | 2 649 |
| Počet domů     | 296   | 319   | 309   | 320   | 336   | 340   | 398   | 446   | 479   | 336   | 334   | 358   | 378   | 413   | 413   |

## Části města
Město skládá se z následujících částí:
- Žacléř (k. ú. Žacléř, Rýchory a Černá Voda u Žacléře)
- Bobr (k. ú. Bobr)
- Prkenný Důl (k. ú. Prkenný Důl a Vernířovice)

## Průmysl

### Těžba černého uhlí

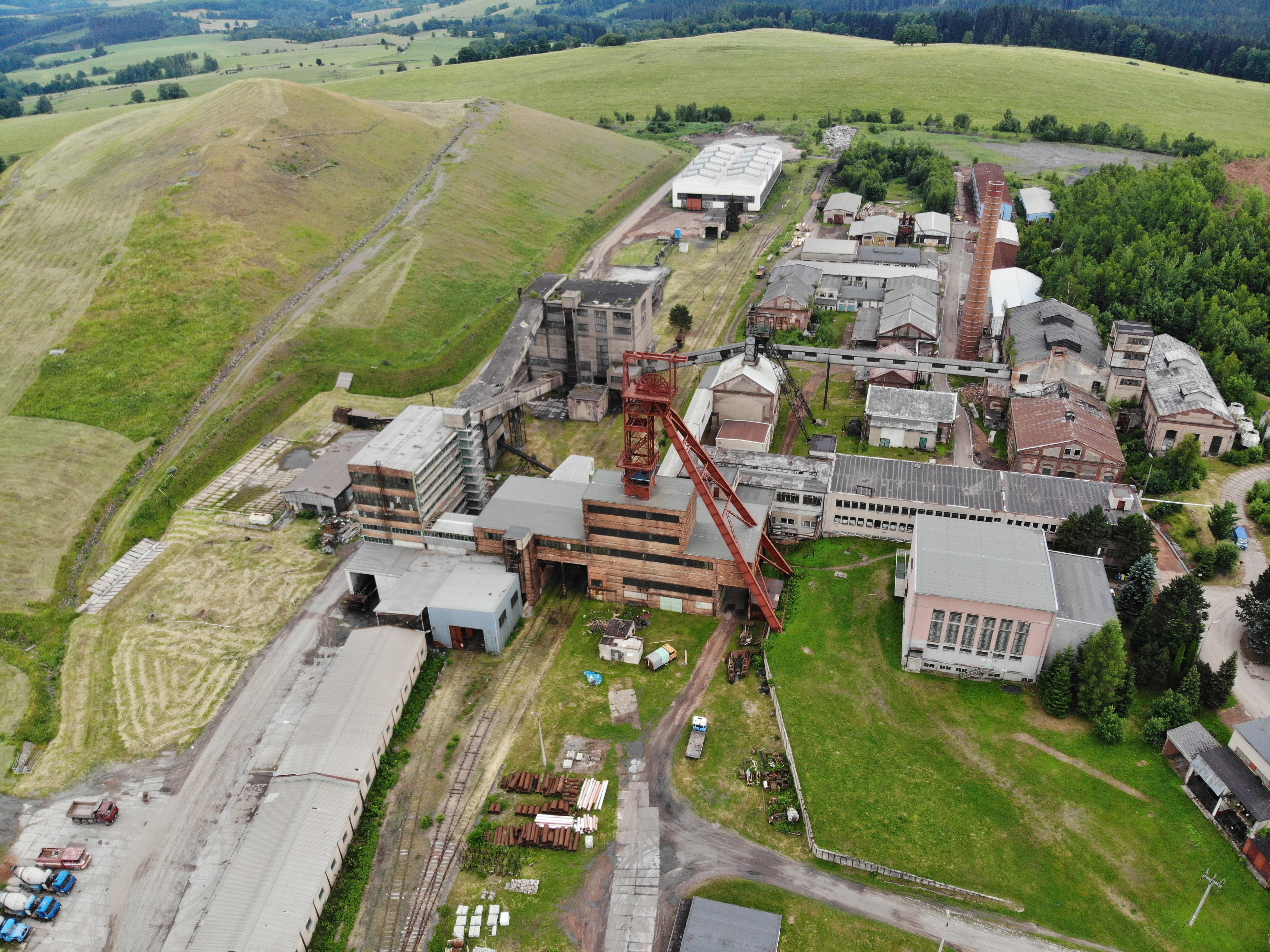
Důl Jan Šverma, letecký pohled

V roce 1570 bylo v okolí města nalezeno černé uhlí. Nejprve byly primitivními způsoby těženy sloje vycházející na povrch. Od roku 1775 přicházeli horničtí odborníci ze saských a kutnohorských dolů, aby zkoumali možnosti těžby. První dvě šachty byly zřízeny koncem 18. století. V roce 1863 zde pracovalo již 800 horníků. Pro zlepšení komunikace byla postavena nová silnice z Horního Starého Města přes Babí a v roce 1882 byla uvedena do provozu železniční trať Královec – Lampertice – Žacléř. V první polovině 20. století probíhala výrazná modernizace dolů: V roce 1913 činilo strojní dobývání 1 % těžby, v roce 1930 už 90 %. Během druhé světové války zde pracovali váleční zajatci. V roce 1945 byly doly znárodněny a v roce 1950 přejmenovány na jeden závod Důl Jan Šverma (dnes kulturní a technická památka). Dne 31. prosince 1992 byla těžba ukončena, v podzemí zůstaly desítky miliónů tun nevytěženého uhlí.

### Textilní výroba
Textilní výroba patřila k hlavním zdrojům obživy žacléřských obyvatel již v polovině 18. století, kdy se jich většina živila předením, tkaním a prodejem plátna. Žacléřský purkmistr a zároveň obchodník Johann Christoph Fiedler mladší patřil k zakládajícím členům trutnovské horské obchodní společnosti, založené roku 1753 a určené k vývozu plátna z Krkonoš a Podkrkonoší. V roce 1845 založil Franz Gaberle přádelnu lnu, za druhé světové války byl provoz pozastaven, po válce obnoven a po roce 1989 zrušen.

### Výroba porcelánu
V roce 1878 byla Heinrichem Pohlem založena porcelánka, v roce 1881 ji převzal jeho bratr Reinhold. V roce 1902 ji koupil Theodor Albert Pohl. Do sortimentu přibyly sošky svatých, figurky zvířat, hračky a dále také elektrotechnický porcelán. Ve 30. letech 20. století se začaly vyrábět lisované výrobky z umělé pryskyřice a z plastické hmoty vlastního vývoje – Theopolitu. Po válce byl podnik znárodněn. Po revoluci byl zprivatizován a od roku 1994 se jmenuje Keramtech.

### Sklářství
Nejstarším průmyslem spojeným s boberskou oblastí je sklářství. Sklárna u Bobru je zmiňována již v 16. století. Později, v roce 1846, nechal tehdejší majitel panství Žacléř, Pulpán z Feldsteinu postavit novou sklárnu, kterou si od něho v roce 1854 pronajal Augustin Breit. Po smrti Augustina vedl podnik jeho syn Franz, který v roce 1878 tuto sklárnu koupil od majitele velkostatku Žacléř Adolfa Hesse za 40.000 zl. Huť rozšířil a zřídil pece na moderní regenerativní otop. V roce 1882 ve sklárně pracovalo 20 sklářů a 65 pomocných dělníků. V letech 1886–88 byla ke stávající huti Elsa se 3 sklářskými pecemi přistavěna další huť Marie a výroba skleněného zboží pro jablonecký průmysl se tak prakticky zdvojnásobila. Vstupem syna Franze Breita Richarda do podniku roku 1893 došlo k přejmenování firmy na Franz Breit a syn. K roku 1901 provozovala sklárna 3 plynové pece zn. Siemens s 26 pánvemi - keramickými nádobami pro sklářský kmen, a zaměstnávala 150 dělníků. Produkce se zaměřila především na surové sklo ve formě plných i dutých tyčí různých barev a tloušťky, které bylo exportováno na Jablonecko, Tanvaldsko a Železnobrodsko pro výrobu bižuterie.
Robert Schicketanz se rozhodl v Žacléři vybudovat novou sklárnu. Vyhotovením návrhu pověřil významného jabloneckého architekta Roberta Hemmricha (1871–1946), který tvořil návrhy pro zadavatele z nejrůznějších oborů od průmyslových budov – továren, přes rozhledny po obytné vily. Výstavba byla zahájena na jaře roku 1912. Budovu „nové huti“, jak byl objekt samotným majitelem nazýván, tvořila středová část, z níž vybíhala 3 ramena na východní i západní stranu. Výstavba postupovala velmi rychle. Po ročních pracích byla na místě bývalé cihelny dokončena v roce 1913. Celý komplex byl důmyslně a účelně využit. V budovách byly umístěny jak provoz sklárny, parní kotle, strojovna (levá část), tak skrovné byty zaměstnanců (pravá část). Objekt zůstal zčásti zachován do dnešních dní.
Sklárnám Roberta Schicketanze se dařilo a o zakázky neměly nouzi. Léta 1912 až 1914 znamenala vrchol pro jeho výrobu. Všechny jeho další plány však zmařilo vypuknutí první světové války. Většina sklářů a dělníků odešla na frontu, obchody značně klesly a firma proto musela omezit výrobu. I když žacléřskou sklárnu nakonec Robert Schicketanz prodal, nevzdal se a po skončení 1. světové války v roce 1918 postavil dřevěnou sklárnu v saské Liebenwerdě, kde znovu zaměstnal svého bratra Antona a dělníky ze žacléřské hutě.
Dne 1. dubna 1915 koupila od Roberta Schicketanze žacléřskou sklárnu za 4,5 milionu korun konkurenční firma Josef Riedel Polubný. Spolu s ní získal Josef Riedel mimo jiné i domy čp. 237 a 235. Ještě v témže roce nechal vilu čp. 237 přestavět podle návrhu stavitele Franze Lohnera z Trutnova. Produkce sklárny se stále zaměřovala na výrobu skleněných tyčí, dodávaných do severních Čech k výrobě bižuterie, korálků a lampových přívěsků. V roce 1923 sklárna zaměstnávala 220 dělníků, jako ředitel zde působil Emil Kuhn. Nejvyšší roční výroba vykazovala 3500 tun skla.
V obecních záznamech se můžeme dočíst, že rok 1926 byl velmi špatným obchodním rokem pro průmysl se skleněnými perlami a lustry, nejhorší za posledních 30 let. Teprve na podzim 1926 se situace s obchodem s postříbřeným sklem zlepšila. Mladíky, kteří skelnou hmotu natahovali při jízdě na kolech, v tomto roce zcela nahradily elektrické tažné vozy. Tekutá skelná hmota se pověsila a vozíčky na kolejích ji rovnoměrně roztáhly. Ušetřením pracovních sil se výroba zlevnila, což bylo velkým přínosem. Od roku 1926 musela být kvůli zhoršujícímu se obchodu zavedena zkrácená pracovní doba, některé pece byly během těchto let využívány jen částečně či úplně odstaveny. Průměrně bylo pracováno jen něco málo přes 200 dní v roce. Například v roce 1928 bylo vyprodukováno už jen 500 tun skleněných tyčí pro výrobu skleněných perel a lustrů a zaměstnáno 115 pracovníků, což byl jen poloviční počet oproti roku 1923. Během těchto opakujících se odstávek a krizí na konci dvacátých let opustilo výrobu mnoho dobrých sklářů, kteří putovali do Lučan nad Nisou, Potočné a Polubného v severních Čechách.
K 31. březnu 1932 propustila sklárna všechny zaměstnance a ukončila výrobu.
V samotném objektu sklárny byli během druhé světové války ubytováni angličtí a francouzští zajatci, po válce pak důstojníci sovětské armády. Budovy sklárny si firma Riedel ponechala až do vyvlastnění majetku po roce 1945. Tím skončila dvousetletá éra sklářského podnikání Riedelů v Čechách. Jejich potomci však pokračují v tradiční výrobě v rakouském Kufsteinu a Schneegatern pod názvem Riedel-Glas Austria.
Po druhé světové válce prostory žacléřské sklárny využívalo již jen jednotné zemědělské družstvo, později zde našly své sídlo soukromé firmy.

### Strojírenství
Firma Köster CZ sídlící v Žacléři od roku 1993 v areálu bývalé sklárny Nová huť, specializované na techniku svorníkového svařování. Výrobky a technologie jsou využívány v širokém spektru průmyslových odvětví, nejčastěji při stavbách mostů, výškových budov, elektráren, kolejových vozidel, lodí či v automobilovém průmyslu.

## Doprava
Městem vede silnice II/300 a ve stanici Žacléř končí železniční trať z Královce, na které však byl zastaven pravidelný provoz. během roku zajišťuje několik zvláštních vlaků společnosti kolej klub z Turnova.Přes Žacléř vede autobusová linka, která začíná i končí v Trutnově. Hned za městem se nachází cyklistický hraniční přechod do Polska.

## Kultura
V roce 1999 bylo na Rýchorském náměstí č. 10 otevřeno regionální Městské muzeum Žacléř. Na stejné adrese sídlí i Turistické informační centrum. V bývalém černouhelném hlubinném dole Jan Šverma se nachází hornické muzeum.

## Pamětihodnosti
- Hornický skanzen Žacléř
- Renesanční zámek Žacléř
- Barokní kostel Nejsvětější Trojice
- Loretánská kaple při kostele z roku 1750
- Socha svatého Floriána z roku 1873
- Sloup se sochou Panny Marie z roku 1725
- Kašna na Rýchorském náměstí
- Klasicistní radnice čp. 181 a barokní až klasicistní měšťanské domy na náměstí
- Uhelné doly Františka a Jiří
- Klasicistní fara
- Jižně od města budovaná dělostřelecká tvrz Stachelberg
- Růžový palouček – památník na místě, kde Jan Amos Komenský na cestě do emigrace dne 4. února 1628 překročil českou hranici

### Hrob rudoarmějců
Na žacléřském hřbitově se nachází společný hrob rudoarmějců, hned vedle něj je hrob francouzských vojáků. Oba hroby jsou z konce druhé světové války a jsou v neudržovaném stavu. Za éry socialismu se zde konaly pompézní vzpomínky s kladením věnců. Oslav se účastnily všechny tehdejší podniky ve městě, státní orgány a mládežnické organizace. Dnes oslavy výročí konce války probíhají za naprostého nezájmu občanů.

### V umění
- Na Růžovém paloučku, nedaleko Žacléře, se Jan Amos Komenský rozloučil se svou vlastí, o čemž se zmínil ve svém autobiografickém díle Pokračování v bratrském napomínání.
- Karel Čapek navštěvoval Žacléř při svých pobytech v blízkých Malých Svatoňovicích.
- Žacléř sloužil v průběhu 20. století jako inspirace pro obrazy Zdeňka Buriana.

## Osobnosti
- Vinzenz Baier (1881–1955),  architekt a profesor na Německé vysoké školy technické v Brně
- Karl Illner (1877–1935), průkopník letectví

## Partnerská města
- Goldkronach, Německo
- Lubawka, Polsko
- Kowary, Polsko

## Galerie

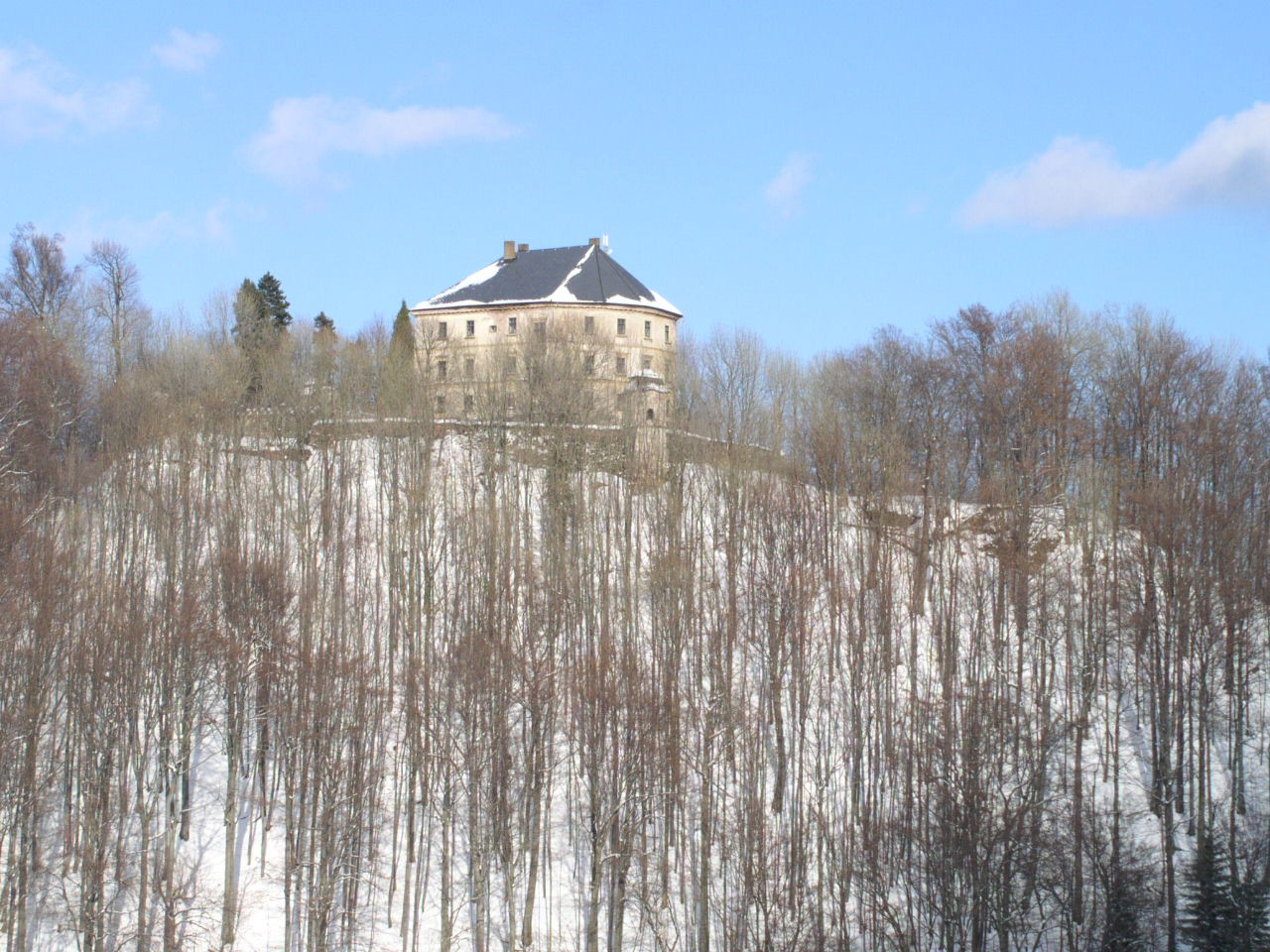
Zámek Žacléř
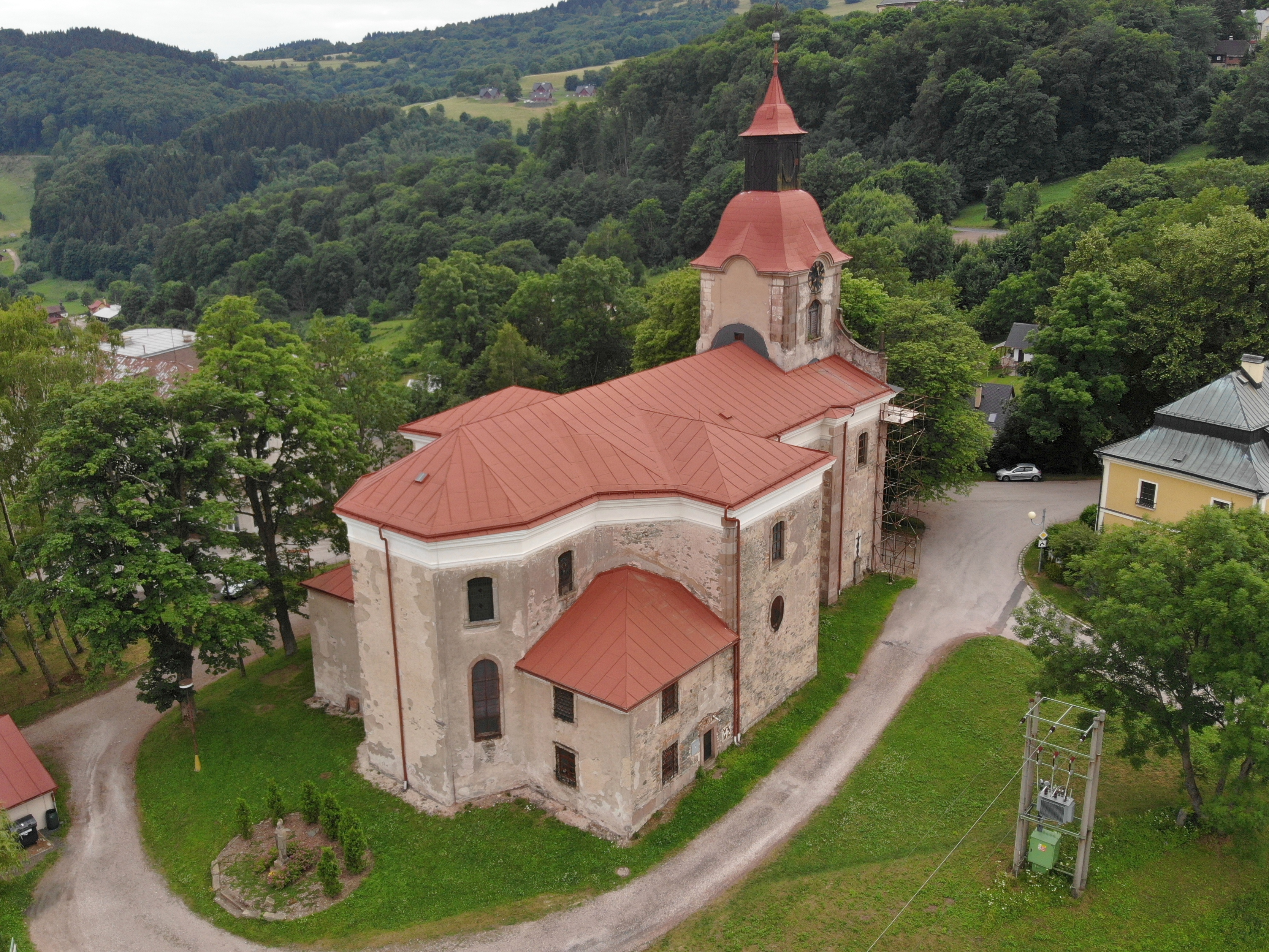
Kostel Nejsvětější Trojice
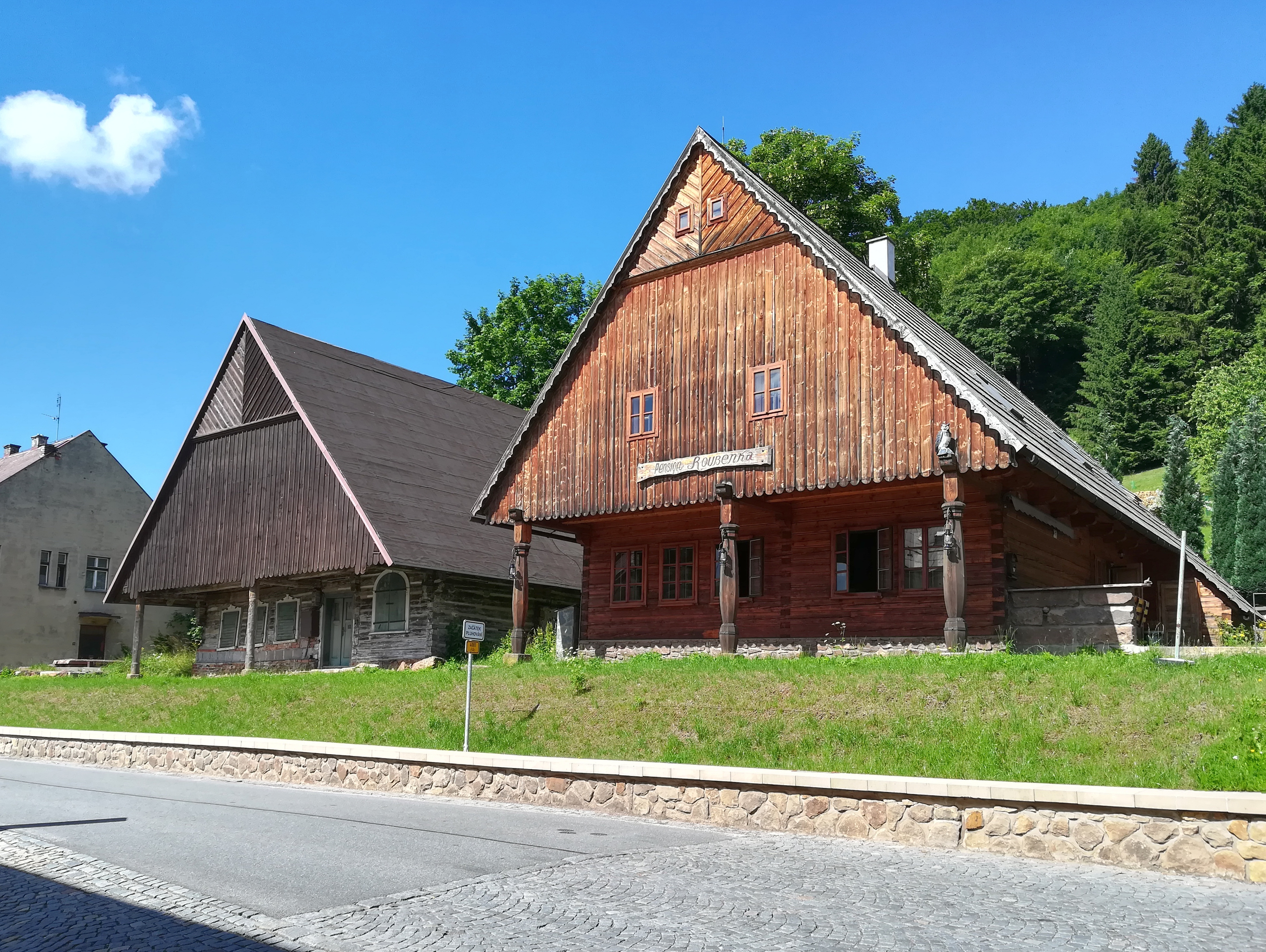
Dům ev. č. 1 (vlevo), pozůstatek původní městské zástavby, vpravo replika
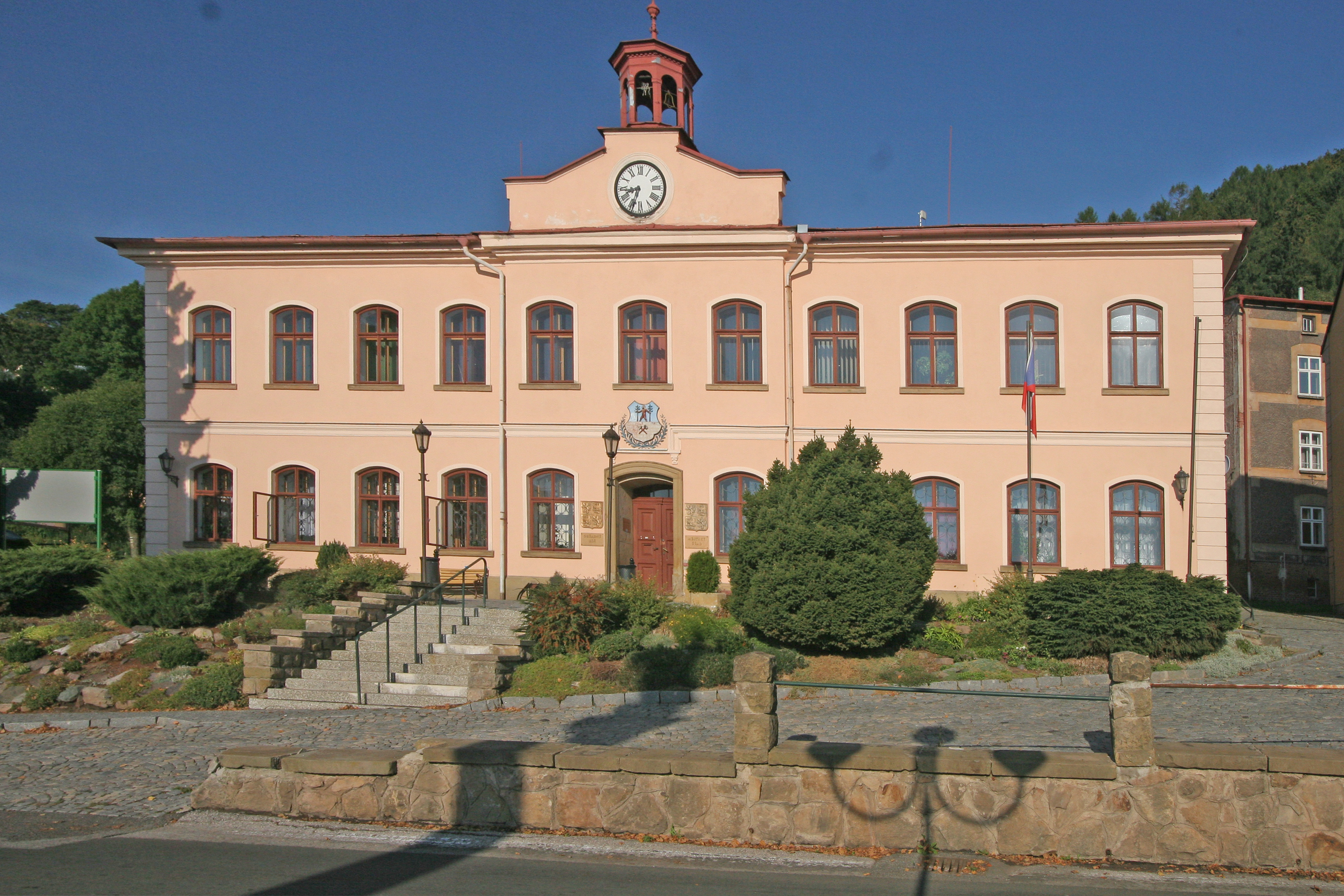
Radnice čp. 181 (původně škola)
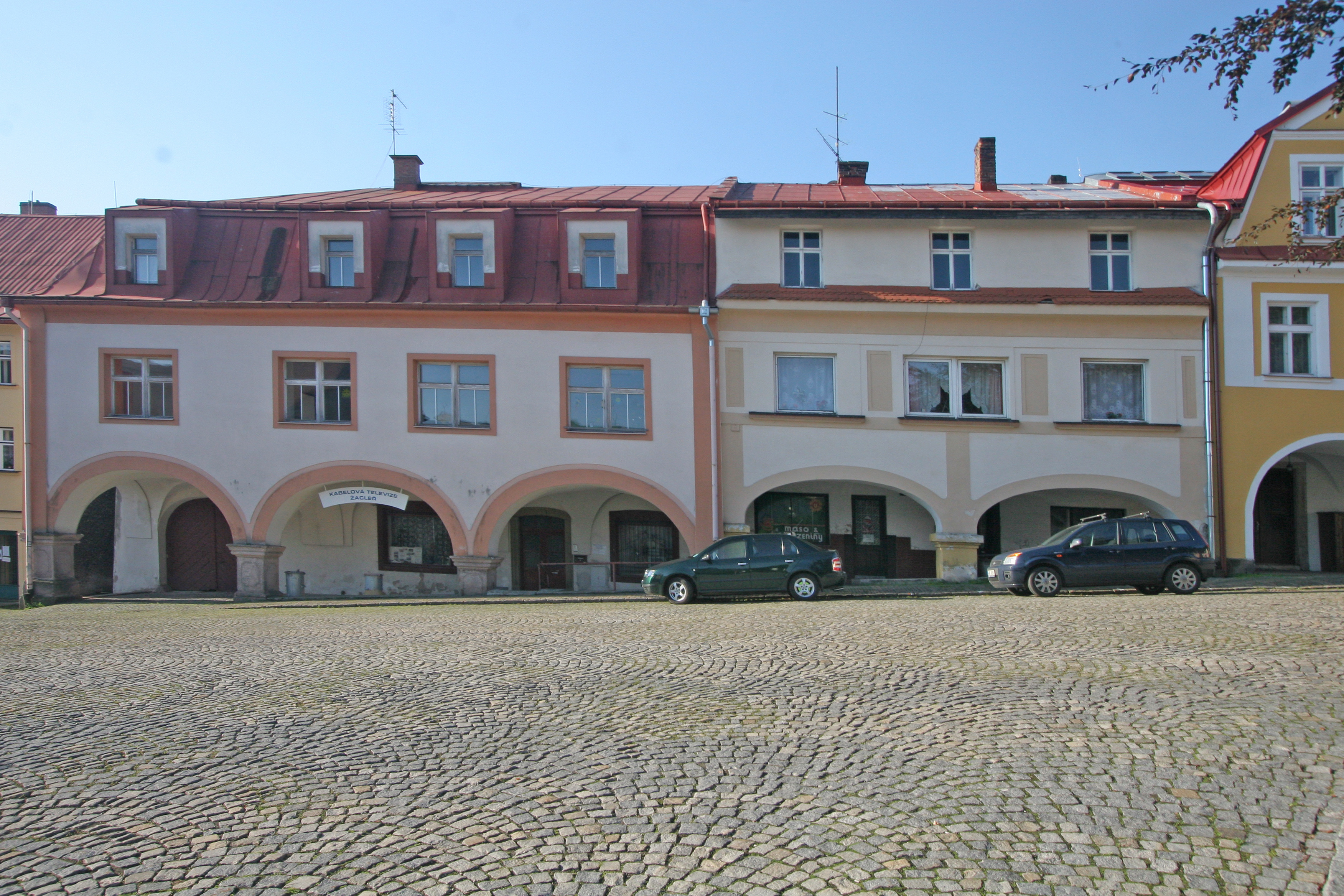
Domy čp. 117 a 118 na náměstí
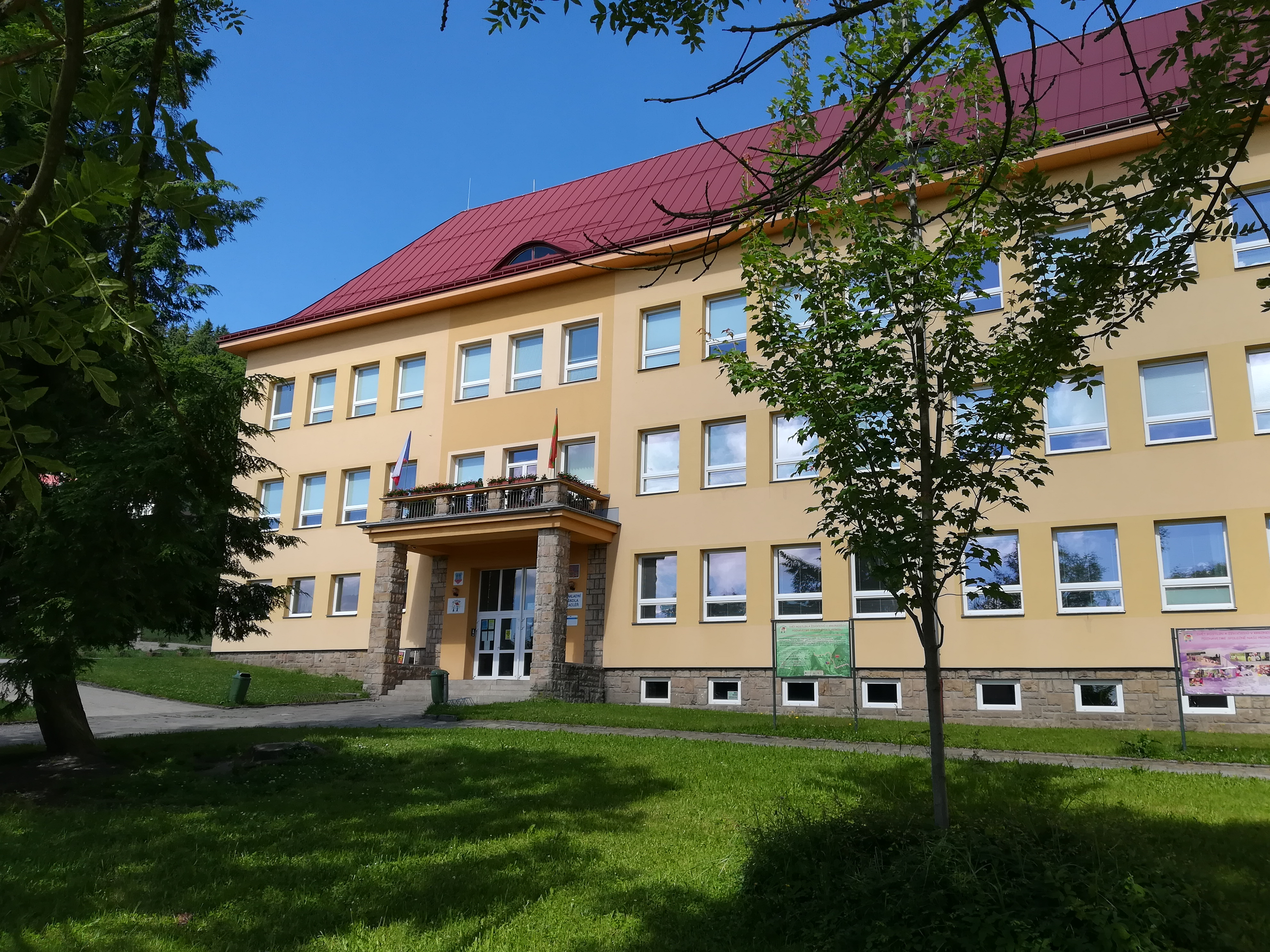
Základní škola
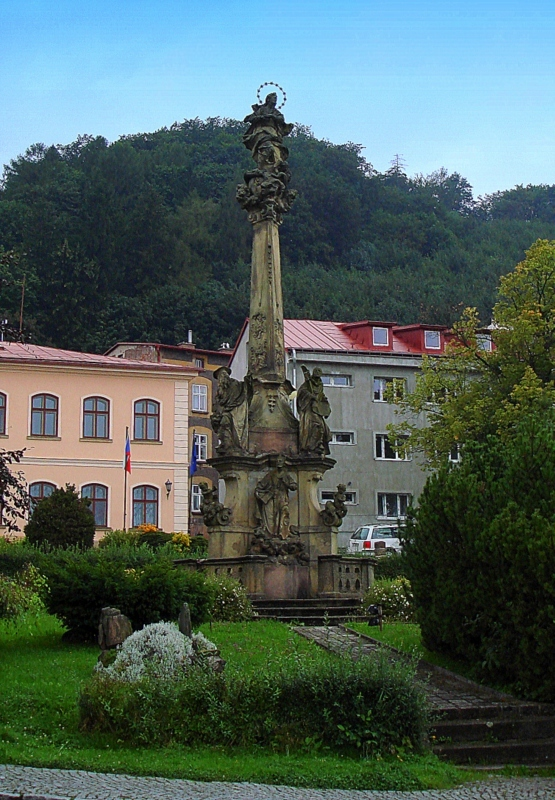
Sloup Panny Marie
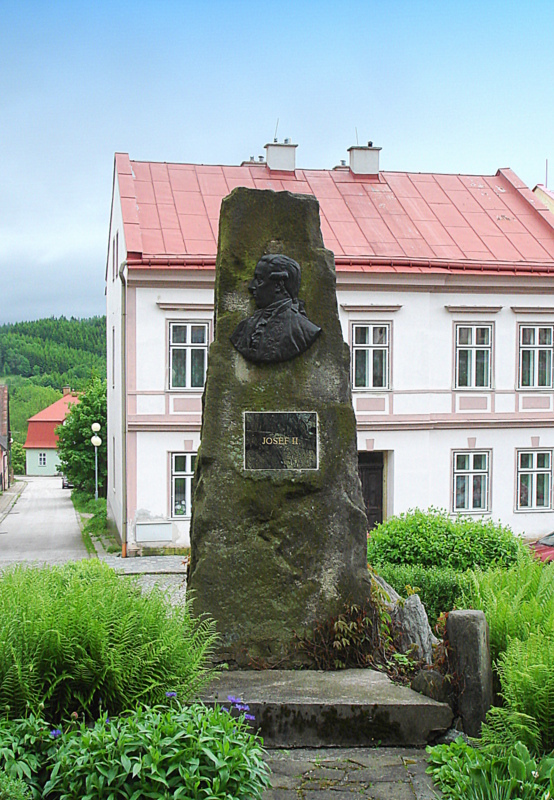
Obelisk Josefa II. – Rýchorské náměstí
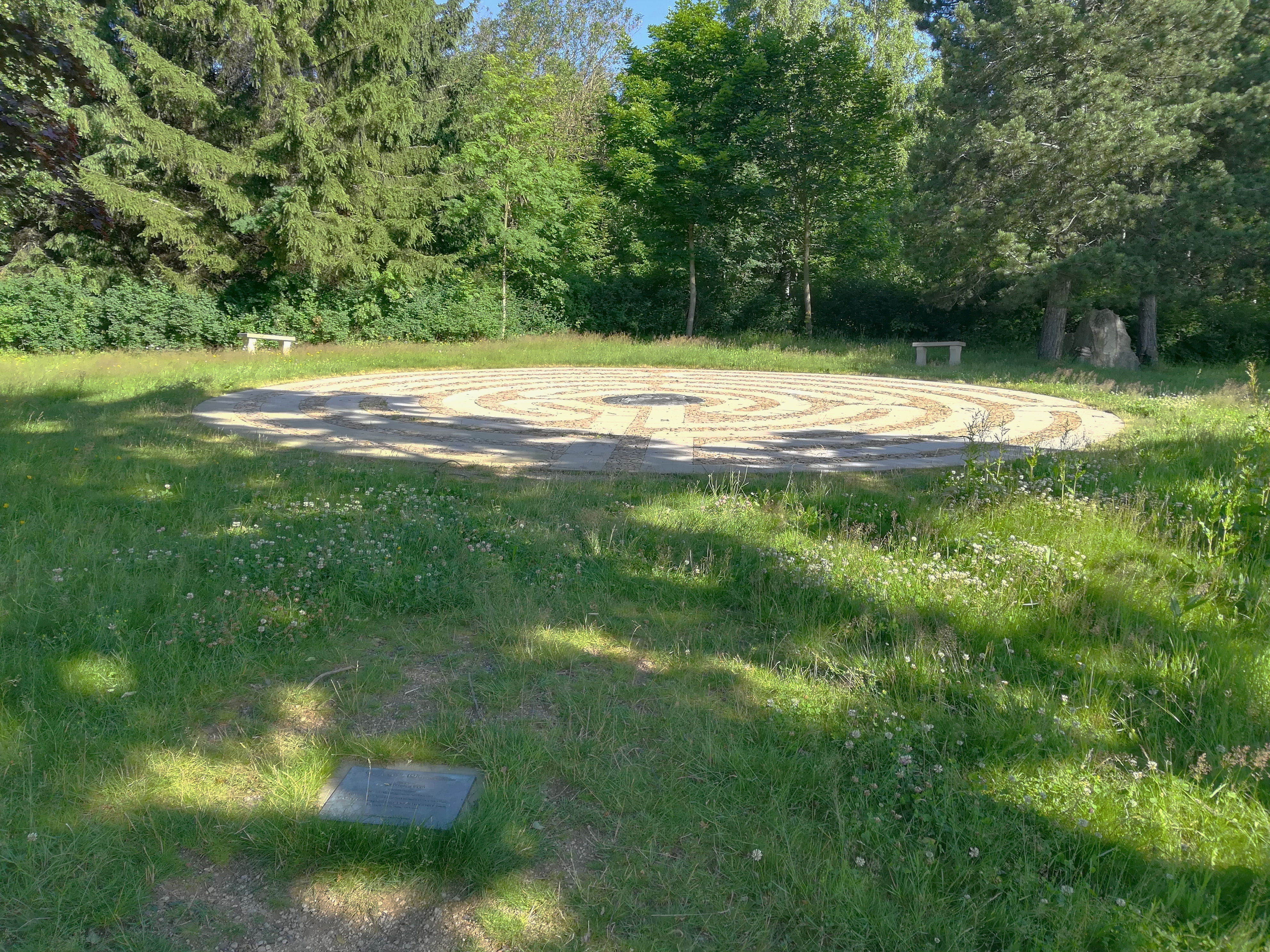
Komenského labyrint na Růžovém paloučku
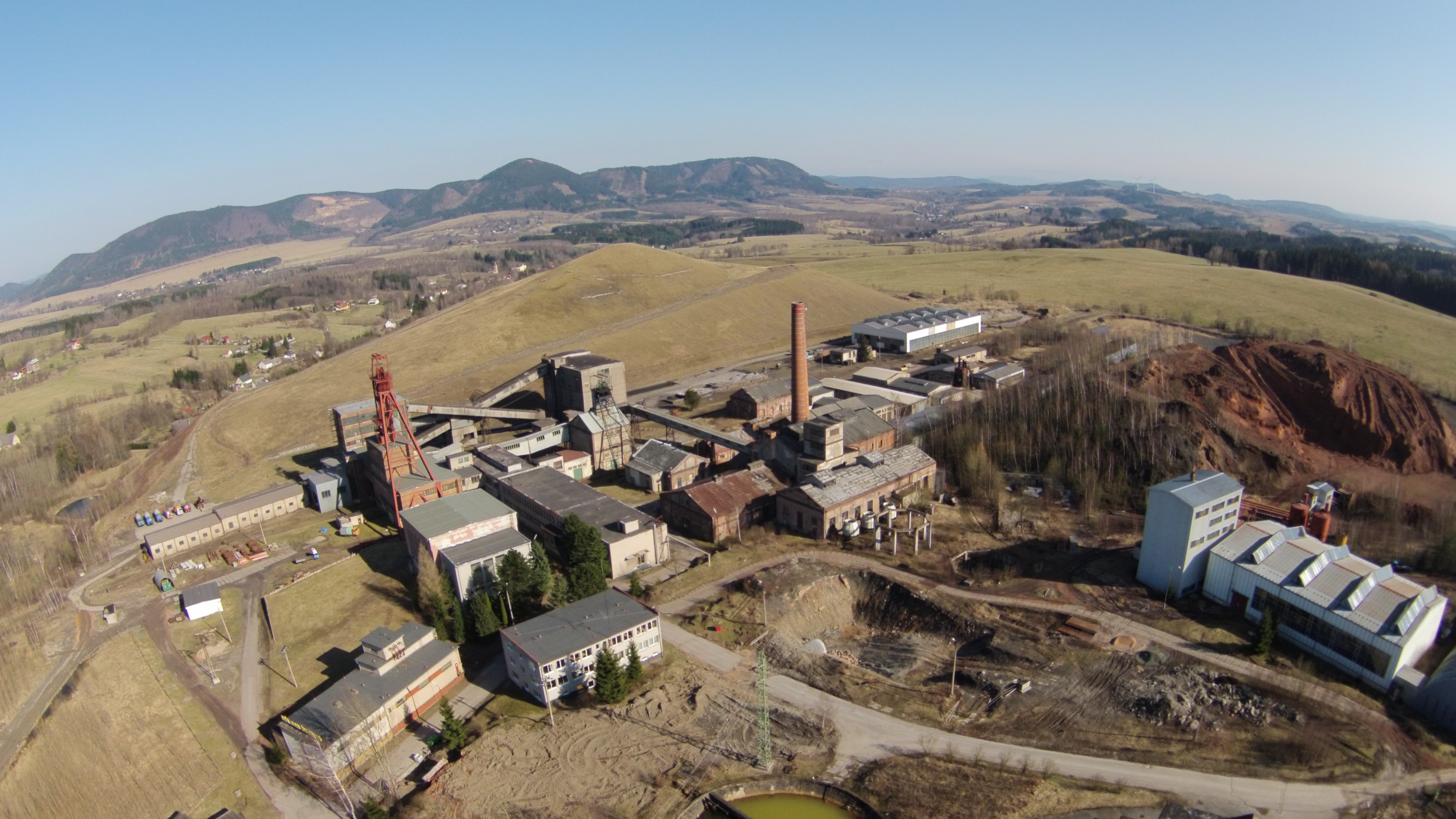
Hornický skanzen Žacléř